# エバープラネット
『エバープラネット』（英語: Ever Planet)は、韓国のネクソンとNCLIPSEが開発したMMORPGに属するオンラインゲーム。公式略称は「エバプラ」。サービス運営会社はネクソン。2011年2月15日にオープンβテストを開始、同年3月31日に正式サービスを開始した。
2013年12月12日11時をもって、日本国内におけるサービスを終了した。

## 概要
ゲームサーバは現在「ティラ」の1つのみ。チャンネル制を導入しており、チャンネル数は5。現在のレベルキャップは100。

## 特徴
- 「グローブビュー」と呼ばれる特殊な視覚演出がなされていることが最大の特徴である。マップが球体のように描かれており、キャラクターが歩くと回転する。見下ろし型の視点にもかかわらず地平線も見ることができるという独特の視野が広がる。
- 「マイプラネット」と呼ばれる自分だけの星を持つことができ、家具を飾ったり、畑で作物を育てることができる。ゲーム内で手に入る「星の種」というアイテムを使うことによりマイプラネットのレベルが上がり、設置できる家具数や畑の数を増やしたり、マイプラネット自体の広さを大きくしたりすることができる。マイプラネットには一部のマップを除きいつでもどこでも移動することができ、他人のマイプラネットを訪問することもできる。

## 職業
エバープラネットではキャラクター作成時に4つの1次職の中から1つを選び、2次転職ではそれぞれが2つに分岐する。2次転職のためにはレベル30と、転職クエストのクリアが必要。
なお、一度選んだ職業を途中で変えることは一切できないため慎重に選択する必要がある。

### 1次職
ファイター
体力と防御力に優れる近接戦闘職。「片手武器（剣・斧・鈍器）」と「盾」を装備することができる。防具は「金属」。ウォーリアー・ナイトに分岐する。
アーチャー
弓矢によるヒット&アウェイを得意とする後衛職。全職の中で最も射程が長く、素早くバックステップするスキルなども所持している。「短弓」を装備することができる。防具は「薄皮」。ハンター・スナイパーに分岐する。
マジシャン
体力と防御力は低いが、高威力で広範囲な魔法攻撃を得意とする後衛職。「杖」を装備することができる。防具は「布」。ソーサラー・ウィザードに分岐する。
ローグ
回避力と単体攻撃力に優れる近接戦闘職。右手の「短剣」と左手の「補助短剣」の二刀流で戦う。防具は「厚布」。シーフ・アサシンに分岐する。
- ローグのみ、攻撃時に「FP」と呼ばれるエネルギーのようなものを得ることができ、FPが一定以上貯まると1つの「バブル」になる。このバブルを消費すると特別なスキルを発動することができる。

ヴァンパイア

ナリン

### 2次職
ウォーリアー
攻撃力に特化したファイター。武器は「両手武器（剣・斧・鈍器）」。両手持ちの武器を使うため盾を装備することはできなくなるものの、ファイター持ち前の体力と防御力は健在で、攻守のバランスに優れる。
ナイト
防御力に特化したファイター。敵の注意を引き付け、味方を守ることに優れる。主にパーティプレイにおいて活躍を見せる。武器はファイターと共通。
ハンター
召喚動物を操り、共に戦うことができるアーチャーの派生職。アーチャー時代は敵に囲まれてしまうとピンチだったが、ハンターの召喚動物はターゲットの受け持ちもしてくれる心強い相棒となってくれる。武器はアーチャーと共通。
スナイパー
アーチャーのヒット&アウェイの能力がより強化された性能を持つ2次職。突出した射程範囲により他職には真似のできない立ち回りを見せる。武器はアーチャーと同じ「短弓」に加え、「長弓」も選択することができる。
ソーサラー
炎・土・闇属性の魔法を操るマジシャン。火力に特化されている。敵を一点に寄せ集める補助スキルなどを有しており、雑魚敵の殲滅において活躍する。
ウィザード
氷・雷・光属性の魔法を操るマジシャン。回復魔法などの補助スキルも習得することができるが、あくまで補助程度であるため回復特化などは難しく、攻撃役との兼ね合いが求められる。
シーフ
回避力に特化したローグ。ローグ時代に苦手だった複数相手の戦闘も得意になっている。バブルスキルも回避力を大幅に上げるものなどが揃っている。
アサシン
単体攻撃力に特化したローグ。バブルスキルもやはり強力な単体攻撃が揃っている。

## 技術
いわゆる生産システム。生活技術と専門技術に分かれている。現在の最高レベルは70。

### 生活技術
生活技術は2種類あり、全てのプレイヤーが習得することができる。
耕作
マイプラネットの畑で作物を育てることができる。
料理
マイプラネットで育てた作物やモンスターからのドロップアイテムと、商人から買える調味料を組み合わせて料理を作ることができる。

### 専門技術
専門技術は6種類あり、キャラクター1人につき2つまでしか習得することができない。
薬草学
フィールドに生息している薬草を採集することができる。
鉱物学
フィールドに存在している鉱物を採掘することができる。
製薬
薬草を使い、能力を一定時間上昇させる強化薬や、特殊な回復薬を作ることができる。
鍛冶
鉱物を精錬した鋳塊を使い、武器を作ることができる。
彫金
鉱物を精錬した鋳塊を使い、装飾品やファイターの防具を作ることができる。
裁縫
薬草を煮詰めた染料を使い、アーチャー、マジシャン、ローグの防具を作ることができる。
- 鍛冶・彫金・裁縫の製作では非常に低い確率で「大成功」が発生し、大成功時にはワンランク上の装備を作り出すことができる。

## 世界観
エバープラネットは銀河系の遥か彼方に位置するとされる星「ハネア」の周辺の星々を舞台としている。
現在実装されている惑星は全て、「イリア星群」と呼ばれる星群に属している。

### プラネット
どの惑星でも「ヘヴィ運輸」という運送組合が活動しており、プレイヤーは彼らが運行する宇宙船に乗って惑星間を移動する。
プレイヤーが訪れる星は当初どこも何らかのトラブルに苛まれており、それらを解決していくことがこのゲームの主な目的となる。
エバーグリーン
プレイヤーが最初に降り立つ、豊かな緑が広がる平和な星。チュートリアルに従って進行している間にゲームの基礎を学ぶことができる。
イタカ
地中海を思わせる美しい海と港町、青い空が広がる明るい星だが、大昔に火山の噴火で大都市1つが丸ごと飲み込まれた過去を持つ。近年その火山が再活動の兆しを見せており、住民たちは恐れを抱いている。
リバラン
険しい山と運河の星。大昔は度重なる洪水に苛まれた貧しい星だったが、アペル王の大開拓により人工都市「ロングダイク」を始めとして住みやすい土地へと生まれ変わり、豊かな星となった。しかし近年では、昔焼き払ったはずの魔法の森がなぜか再活動を始め、住民たちはモンスターの脅威に震えている。
アスマラ
惑星のほぼ全土に砂漠が広がる荒れた星。「カルバラ」と「アルーシャ」の2国の争いが長く続いており、プレイヤーもその抗争に巻き込まれていくことになる。
ノバルナ
夜が支配する、常に星空しか見えない星。
ラビネ
現在未実装。雪国の星。
ロドン
イリア星群の中を常に移動している巨大な彗星。遠い昔に一度滅びた過去を持ち、今ある都市の外れにはその残骸が見られる。
- ヘルメニア

ロドンに作られた、産業と交易が盛んな都市。エバーグリーンを除く全ての惑星からこの都市へのワープポータルが用意されており、重要な施設も集中しているため、もっぱらプレイヤーたちの中心地となっている。

## アイテム
アイテムにはランクが設定されており、ランクごとにアイテムの名称が色分けされている。
通常（白）＜高級（緑）＜レア（青）＜英雄（黄）＜古代（橙）＜古代遺物（赤）
となっている。また、通貨単位は「マーブル」が用いられている。

### 装備品
大きく分けると武器、防具、装飾品に分類することができ、武器と防具は職業ごとに装備できる種類が決められている。職業の項を参照。

### 騎乗動物
騎乗動物召喚券を使うと騎乗動物が召喚できるようになり、これに乗ることで徒歩より速く移動することができる。動物には猫や狼、虎、ダチョウなど様々な種類があり、最も低ランクなもので移動速度15％上昇、最も高ランクなものは45％まで上昇する。ダンジョンの中では召喚することができない。

### キャッシュアイテム
NEXONポイントを用いて購入することができる有料アイテム。
ポロのおもちゃ箱
俗に言うガチャである。大当たりに該当するような激レアアイテムのようなものは封入されておらず、またあまりにも使い道に困るような品も少ない。他のオンラインゲームのガチャと比較すると、出現アイテムの価値の幅は小さめであると言える。

### その他
星の粉
クエストなどをクリアすることによって手に入るアイテムでアイテムの鑑定などをすることができる。NPC商店には売ることができない。
星の種
畑などの収穫時などに手に入り自分の星（マイプラ）を育成したり畑を増やしたりすることができる。NPC商店には売ることができない。

## システム

### クエスト
他のMMORPGと比較するとクエストの数と報酬経験値が非常に多く、クエストを進行しているだけでも十分にレベルを上げることができるほどである。
惑星クエスト
一般クエスト
町内やフィールドなどのNPCから受けることができる、内容は、様々で簡単なものからモンスター討伐などの難しいものもある。クエストは、クリアすると、報酬をもらえるが報酬は、クエストによって異なる。あまりにもレベルが足りていないクエストにはロックがかかるものもある。

### マイプラネット
特徴の項を参照。

### スターブレス
俗に言う「疲労度」システムである。最大値は2000、最小値は0。キャラクター作成時には2000あり、敵を倒すと取得経験値に応じた量が消費されていき、毎日午前0時に500回復する。スターブレスが残っている間はモンスター討伐時に3倍の経験値を手に入れることができる。言い換えると、スターブレスが0になると獲得経験値が3分の1になる。クエスト報酬やダンジョンクリア報酬の経験値には影響しない。

### 販売仲介
ヘルメニアの南東には販売仲介商人がおり、プレイヤー間のアイテム売買機能を利用することができる。細かい分類での検索やソートなどが可能となっている。

### 強化商人
ヘルメニアの北東には「強化商人」がおり、装備強化に限らず様々な機能を利用することができる。
装備強化
装備を強化することができる。星の粉とマーブルを消費する。レアランク以下の装備は強化値10から破壊（消滅）される可能性がある。英雄ランク以上の装備は強化値5から破壊される可能性がある。武器は一定の強化値に達するごとに赤や緑、青色の光を放つようになる。
装備分解
不要な装備を分解し、星の粉に変えることができる。無料で行うことができる。
装備鑑定
鑑定が必要な装備の鑑定をすることができる。星の粉とマーブルを消費する。
宝石追加
敵からのドロップやダンジョンクリア報酬で手に入る「宝石」を装備に装着し、ステータスを高めることができる。無料で行うことができる。
宝石合成
2つの宝石を合成し、1つの新たな宝石を生み出すことができる。星の粉とマーブルを消費する。

### ゾンビバトル
ゲーム中唯一、他のプレイヤーキャラクターを攻撃することができるPvPである。

## タイアップ
たちゅまる×エバープラネット タイアップイベント
2011年7月12日から同年7月26日の間、株式会社竜の子プロダクション作品『たちゅまる』とのタイアップイベントが実施された。同作品に登場するボボスボンが出題するたちゅまるについてのクイズに正解することで、たちゅまるモデルの騎乗動物を入手することができた。また、ポロのおもちゃ箱にもたちゅまるモデルの武器アバターが追加された。

## 東日本大震災による影響
東日本大震災を受け、ネクソンは2011年3月15日16時30分から同年3月23日18時まで全サービスを停止し、エバープラネットも停止の影響を受けた。